# Kirche von Drumcreehy
Die Kirche von Drumcreehy (auch St. Colman’s Abbey) mit dem dazugehörigen Friedhof liegt in Ballyvaughan in der Civil parish Drumcreehy (irisch Droim Críche) im Norden des Burren im County Clare in Irland. 
Die efeubewachsene Ruine zeigt das pittoreske Aussehen vieler Kirchenruinen im Burren. Sie ist eine von mehreren mittelalterlichen Ruinen, die eine beträchtliche Bevölkerung im Burren zu jener Zeit anzeigen. Drumcreehy war Pfarrkirche für den Bereich Ballyvaughan. Eine Besteuerungsliste von 1302 verbürgt ihr Alter und enthält ihre erste Erwähnung als „Dromcrith“. 
Das Langhaus der einschiffigen Kirche ist abgesehen von einem Teil der Südmauer zerstört. Der Mauerrest enthält ein viereckiges Fenster in Steinschnitttechnik. Im Verhältnis zum Kirchenschiff ist der Chor außerordentlich groß. Er hat ein Lanzettfenster im Osten. Sein nördlicher Eingang ist an der Außenseite prächtig verziert. Die Mauersteine im westlichen Teil sind besonders groß und deuten an, dass die Kirche in zwei Bauphasen entstand. 